# Besenello
Besenello (Besenèl in dialetto trentino) è un comune italiano di 2 818 abitanti della provincia autonoma di Trento in Trentino-Alto Adige.

## Geografia fisica

### Territorio

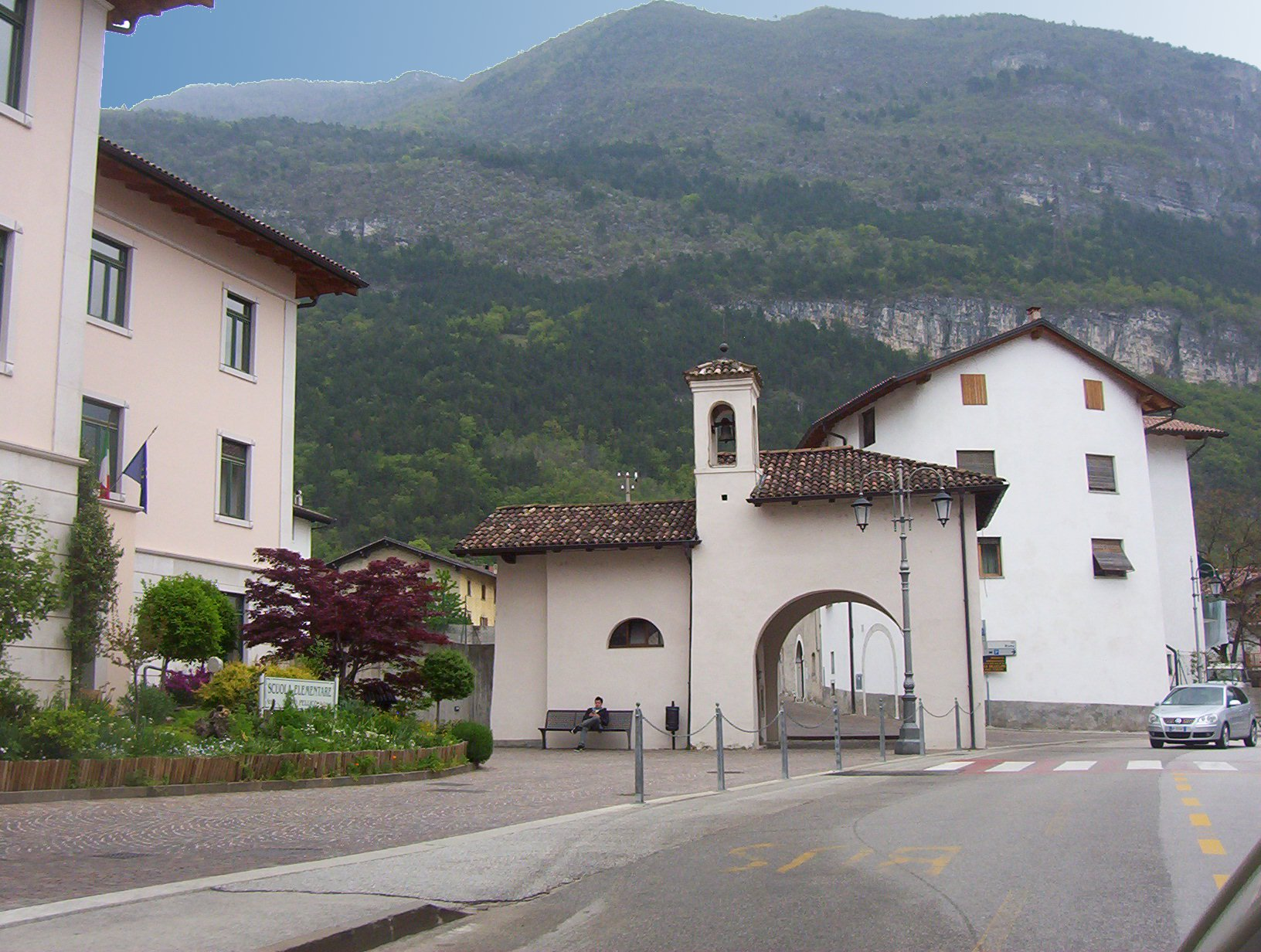
Il paese di Besenello

Risalendo la Vallagarina da Rovereto a Trento, si scorge sulla destra su un piccolo colle il Castel Beseno; il comune di Besenello si stende ai piedi del colle, in zona soleggiata e protetta dai venti del nord, circondato da vigneti e altre coltivazioni. Besenello è uno dei paesi che separa Trento da Rovereto, insieme a Calliano.
Attorno al paese si trova la salita sulla montagna retrostante di Scanuppia (nella riserva naturale guidata della Scanuppia); è la salita (cementata) più difficile d'Europa da affrontare in bicicletta, con una pendenza media del 17% e massima del 43%. Si sale mediante un sentiero scosceso con vista di tutta la Vallagarina. Si raggiunge il Monte Spizom (tra malghe, antichi masi, prati, boschi di abete rosso, larice, faggio).
A pochi chilometri si trovano le zone sciistiche di Folgaria.

### Clima
Il clima è temperato grazie alla posizione ottimamente soleggiata e riparata. Adatto alla coltivazione della vite e di altra frutta.

## Origini del nome
Il paese trae il nome dal vicino Castel Beseno di cui era dipendenza. Sull'etimologia di quest'ultimo si sono fatte varie ipotesi: da bis-sinus "doppia baia" (riferimento a due anse di un fiume, magari l'Adige) o da bis amnis "due fiumi" (per la presenza di due corsi d'acqua).
Negli antichi documenti Beseno veniva reso Besenum e Bisinum in latino e Bisein, Pissein e simili in tedesco.

## Storia

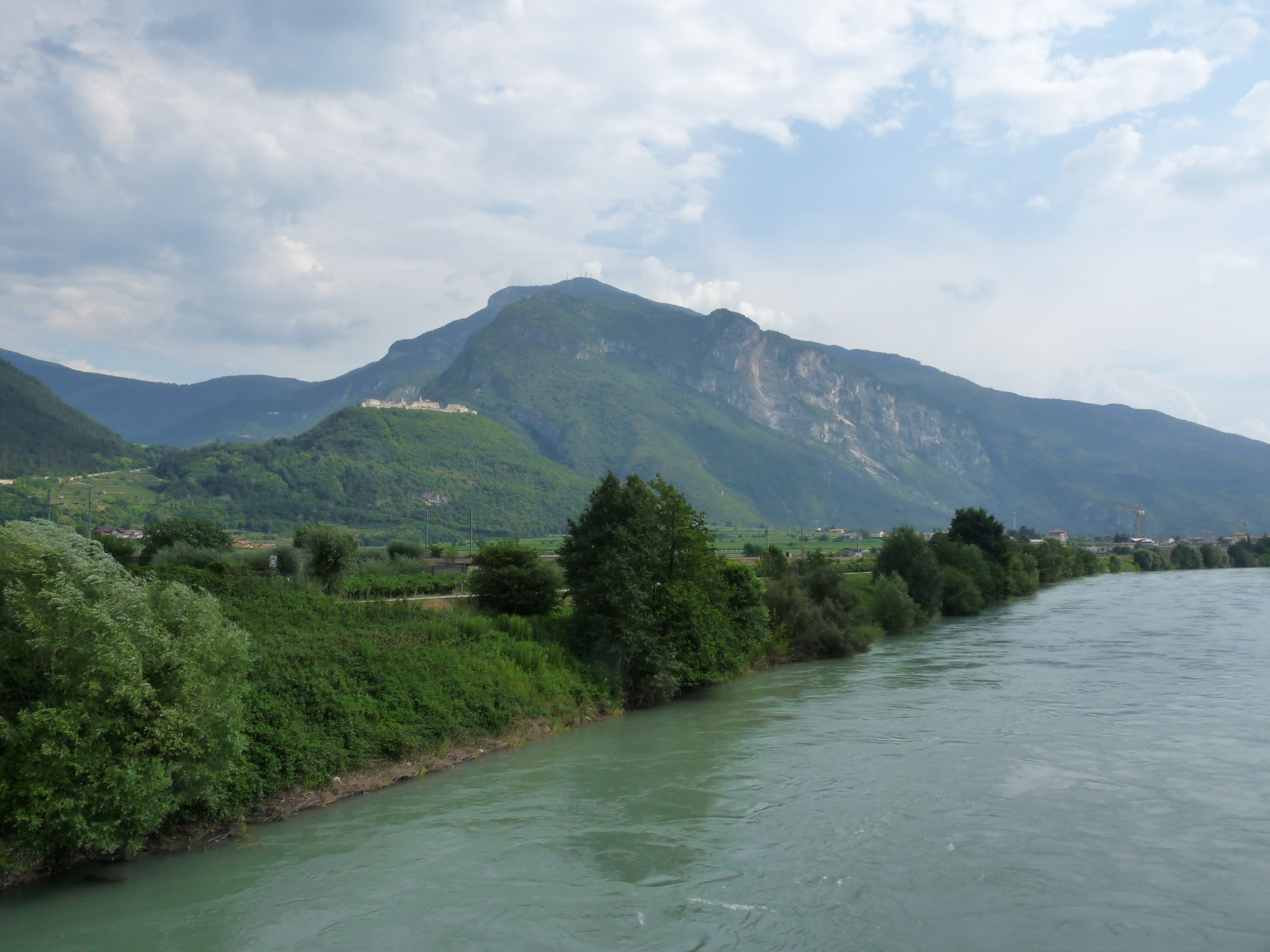
Il castel Beseno visto dall'altra parte del fiume Adige

Nei pressi del paese, vi sono segni di colonizzazione preistorica (età del bronzo, romana e barbarica).
Il nome Besenello compare fin dal XV secolo (quando era unito alla vicina cittadina di Calliano). Poi fu Gastaldia. Divisa nel secolo scorso, durante il periodo fascista nuovamente riunificata con Calliano e, dal 1947, è nuovamente comune indipendente.
Nel 1929 il comune viene soppresso e i suoi territori aggregati al nuovo comune di Beseno; nel 1947 il comune viene ricostituito (Censimento 1936: pop. res. 1543).
Gli abitanti di Besenello vengono comunemente chiamati Besenelòti.

### Simboli
Lo stemma e il gonfalone sono stati approvati con deliberazione della Giunta provinciale del 20 novembre 1987, n. 12898.
Stemma
Le quattro sfere d'argento rappresenterebbero i quattro comuni: oltre a Besenello i vicini Calliano, Volano e Folgaria.
Gonfalone

## Monumenti e luoghi d'interesse

### Architetture religiose

#### Chiesa di Sant'Agata
La struttura architettonica è romanica. Sant'Agata è la patrona del paese. Documenti sull'edificio sono disponibili fin dal XIII secolo (1205). La chiesa attuale è frutto del grande rifacimento condotto sul finire dell'Ottocento.
Interessanti sono le due pietre tombali dei conti Trapp (ultimi privati possessori del Castel Beseno). L'altare maggiore barocco e l'altare dedicato a Sant'Antonio di Padova sono opere dello scultore Cristoforo Benedetti (1727-1730).

#### Chiesa di Santa Marina
Anch'essa in stile romanico, risale al XIII secolo.

## Società

### Evoluzione demografica
Abitanti censiti

## Economia

### Agricoltura
Coltivazioni agricole di uva da tavola (varietà delizia, schiava) e per vinificazione (particolarmente noti: merlot, cabernet, moscato diventato nel 2010 DOC e altri vitigni pregiati).

### Artigianato
Falegnamerie e lavorazione del ferro battuto.

### Industria
Prodotti per l'edilizia (lavorazione dei marmi).

## Amministrazione
| Periodo           | Periodo           | Primo cittadino    | Partito                     | Carica  | Note   |
| ----------------- | ----------------- | ------------------ | --------------------------- | ------- | ------ |
| 18 agosto 1983    | 7 giugno 1990     | Giuliano Battisti  | Partito Socialista Italiano | Sindaco |        |
| 7 giugno 1990     | 5 giugno 1995     | Fiorenzo Ceccato   | Democrazia Cristiana        | Sindaco |        |
| 5 giugno 1995     | 15 maggio 2000    | Adriano Orsi       | Lista civica                | Sindaco |        |
| 15 maggio 2000    | 9 maggio 2005     | Adriano Orsi       | Lista civica                | Sindaco |        |
| 9 maggio 2005     | 17 maggio 2010    | Carmen Manfrini    | Lista civica                | Sindaco |        |
| 17 maggio 2010    | 10 maggio 2015    | Cristian Comperini | Lista civica                | Sindaco |        |
| 10 maggio 2015    | 22 settembre 2020 | Cristian Comperini | Lista civica                | Sindaco |        |
| 22 settembre 2020 | in carica         | Cristian Comperini | Lista civica                | Sindaco | [ 11 ] |